# Yūcho Ginkō
La Kabushiki gaisha Yū-cho Ginkō (株式会社ゆうちょ銀行, "Cassa di risparmio postale società per azioni"), generalmente abbreviata in Yūcho Ginkō (ゆうちょ銀行, "Cassa di risparmio postale"), conosciuta all'estero come Japan Post Bank Co., Ltd., è una delle maggiori banche giapponesi. È una società controllata dalla Japan Post Holdings, nella quale lo stato giapponese detiene la maggioranza.
L'istituzione risale all'introduzione del risparmio postale in Giappone nel 1875 e tuttora la banca continua ad operare soprattutto attraverso gli uffici postali. A partire dalla fondazione e per la maggior parte della propria storia l'istituzione costituiva un settore dell'amministrazione postale giapponese. Nel 2007 venne approvata la privatizzazione della banca e la fondazione di società separate per gestire le diverse attività della Nippon Yūsei Kōsha, l'azienda postale di stato. La cessione delle azioni nella banca e nella sua controllante da parte dello stato giapponese è ancora in corso.
In alcuni periodi della sua storia il sistema del risparmio postale giapponese è stato la più grande istituzione finanziaria del mondo.

## Storia
L'importanza del risparmio postale giapponese non sta solo nel fornire un impiego finanziario alle famiglie giapponesi, ma anche nell'utilizzo dei risparmi per promuovere lo sviluppo economico lungo la storia del Giappone moderno.

### Dalla fondazione alla seconda guerra mondiale
Il sistema del risparmio postale in Giappone fu promosso nel 1875 da Maejima Hisoka, che è definito "il padre del servizio postale giapponese". Prima di fondare il servizio postale nel 1871, Maeijima aveva passato un periodo in Gran Bretagna, dove aveva studiato il servizio postale ed era rimasto impressionato dall'offerta di servizi di risparmio postale. Il sistema ebbe un immediato successo e dopo tre anni di attività i clienti erano già diecimila.
Inizialmente i risparmi postali venivano depositati presso la Dai Ichi Ginkō, una banca privata che emetteva cartamoneta. A partire dal 1878 i depositi vennero effettuati presso il Ministero delle Finanze, che nel 1884 divenne il destinatario esclusivo dei depositi.
Queste decisioni vennero prese durante la Restaurazione Meiji, quando il governo giapponese era concentrato nell'incoraggiare la modernizzazione dell'economia e delle forze armate. Il governo era inoltre preoccupato di evitare il debito verso l'estero per salvaguardare la propria indipendenza nell'epoca del colonialismo occidentale. Infatti gli osservatori giapponesi vedevano come l'indebitamento in nazioni come la Cina e l'Egitto avesse portato ad una subordinazione di fatto rispetto ai loro creditori.
La modernizzazione richiedeva grossi capitali per finanziare le ferrovie, le comunicazioni e le industrie. Tuttavia, nel Giappone di allora la quota di risparmio era bassa, in quanto la maggioranza della gente non vedeva il denaro come qualcosa da risparmiare ed investire.
Inizialmente i depositi erano impiegati esclusivamente nell'acquisto di titoli di stato. Negli anni novanta dell'Ottocento il governo cominciò a fondare delle banche destinate al finanziamento dell'industria, garantite dai depositi postali. Tuttavia, questo tipo di finanziamento divenne significativo solo a partire dal 1912, e solo a partire dagli anni trenta assunse le caratteristiche che l'avrebbero reso importante nel Dopoguerra, ovvero quello di finanziare istituzioni che avessero come scopo lo sviluppo.
Negli anni precedenti e durante la seconda guerra mondiale, i risparmi postali vennero investiti nelle imprese coinvolte nella produzione militare ed in titoli di stato, che vennero emessi in grandi quantità per finanziare lo sforzo bellico. In questo periodo i risparmi postali raggiunsero la più alta quota di risparmio nella storia del Giappone, quintuplicando fra il 1942 e il 1945.

### Il Dopoguerra
Dopo la seconda guerra mondiale nel 1949 il sistema del risparmio postale fu ricostruito sotto il nuovo Ministero delle poste. Mentre l'economia giapponese si riprendeva, la raccolta del risparmio postale crebbe notevolmente, raggiungendo i mille miliardi di yen nel 1960 e i centomila miliardi di yen nel 1985.
Nell'immediato Dopoguerra il sistema bancario giapponese era in completo dissesto. La quota di risparmio era diventata negativa dal momento che i risparmiatori ritiravano i loro depositi che avevano subito grosse perdite a causa dell'inflazione del tempo di guerra. Sei milioni di yen investiti dal sistema di risparmio postale nei territori d'oltremare andarono perduti mentre il governo cercava di controllare l'economia della madrepatria.
Per incentivare i risparmi che potessero essere reinvestiti nella ricostruzione, il governo giapponese promosse una politica di austerità e varò delle misure per restituire fiducia nel sistema finanziario.
A partire dagli anni cinquanta i risparmi postali conobbero una crescita continua e la loro quota rispetto a quella delle banche private aumentò, grazie al grande numero di uffici postali, alla buona remunerazione offerta dai prodotti finanziari e ad un trattamento fiscale di favore.
Durante l'occupazione americana, i fondi depositati nel risparmio postale potevano essere investiti solo in titoli pubblici, statali o municipali, mentre le banche private si occupavano di finanziare le imprese. Nel 1951 venne attuata una riforma per venire incontro alla necessità di fondi per finanziare sia la ricostruzione sia la guerra di Corea, cosicché i depositi postali poterono nuovamente essere affidati al Ministero delle Finanze ed essere investiti nell'industria tramite il Programma di Prestiti ed Investimenti Fiscali. A partire dal 1953 i fondi distribuiti dal Programma costituivano una quota fra un terzo e la metà del bilancio statale.
Nel 1985 il risparmio postale contava 1,25 milioni di risparmiatori e circa 4.500 filiali negli uffici postali.
Nel 2001, nell'ambito della discussione circa la privatizzazione della banca, venne approvata una riforma che pose fine ufficialmente al legame fra la banca ed il programma del Ministero delle Finanze. Tuttavia, nei fatti i fondi continuarono ad affluire. 
Nel 2001 il sistema del risparmio postale fu sottoposto all'autorità dell'Agenzia dei servizi postali, che fu dopo breve tempo riorganizzata nella Nippon Yūsei Kōsha nel 2003.

### La privatizzazione
Nonostante tutti questi mutamenti, il risparmio postale continuava ad essere gestito da un ente governativo che gestiva anche i servizi postali, nonché un importante settore assicurativo. Nel 2006 venne fondata la Japan Post Holdings come impresa statale in preparazione della divisione dei vari settori in società a parziale proprietà privata, una riorganizzazione che fu attuata nel 2007. Nel 2015 le azioni della Yucho Ginko sono state ammesse alla trattazione alla Borsa di Tokyo.
Nel 2005 è stata approvata una legge che ha privatizzato gli uffici postali giapponesi: il provvedimento comprendeva anche la privatizzazione dei servizi bancari postali nella forma di una società separata, ma sotto la stessa proprietà delle altre imprese del gruppo. Il processo di privatizzazione è iniziato nel 2007. Secondo la legge la banca postale avrebbe dovuto diventare interamente privata entro il 2017 in seguito alla vendita graduale delle azioni da parte dello stato; prevedeva anche che la banca avrebbe successivamente operato fuori dagli uffici postali.
Tuttavia, il piano di privatizzazione non ha proceduto come previsto. Infatti, nel 2009, a seguito della crisi dell'anno precedente, la privatizzazione è stata sospesa. Nel 2011, poi, dopo il terremoto del 2011, è stato permesso ancora una volta che le azioni della Yucho Ginko venissero vendute per finanziare la ricostruzione dopo il disastro.
Il processo di privatizzazione è ancora in corso: alla fine del 2019 lo stato deteneva ancora il 57% della Japan Post Holdings, che a sua volta possedeva il 90% della Yucho Ginko.

## Attività

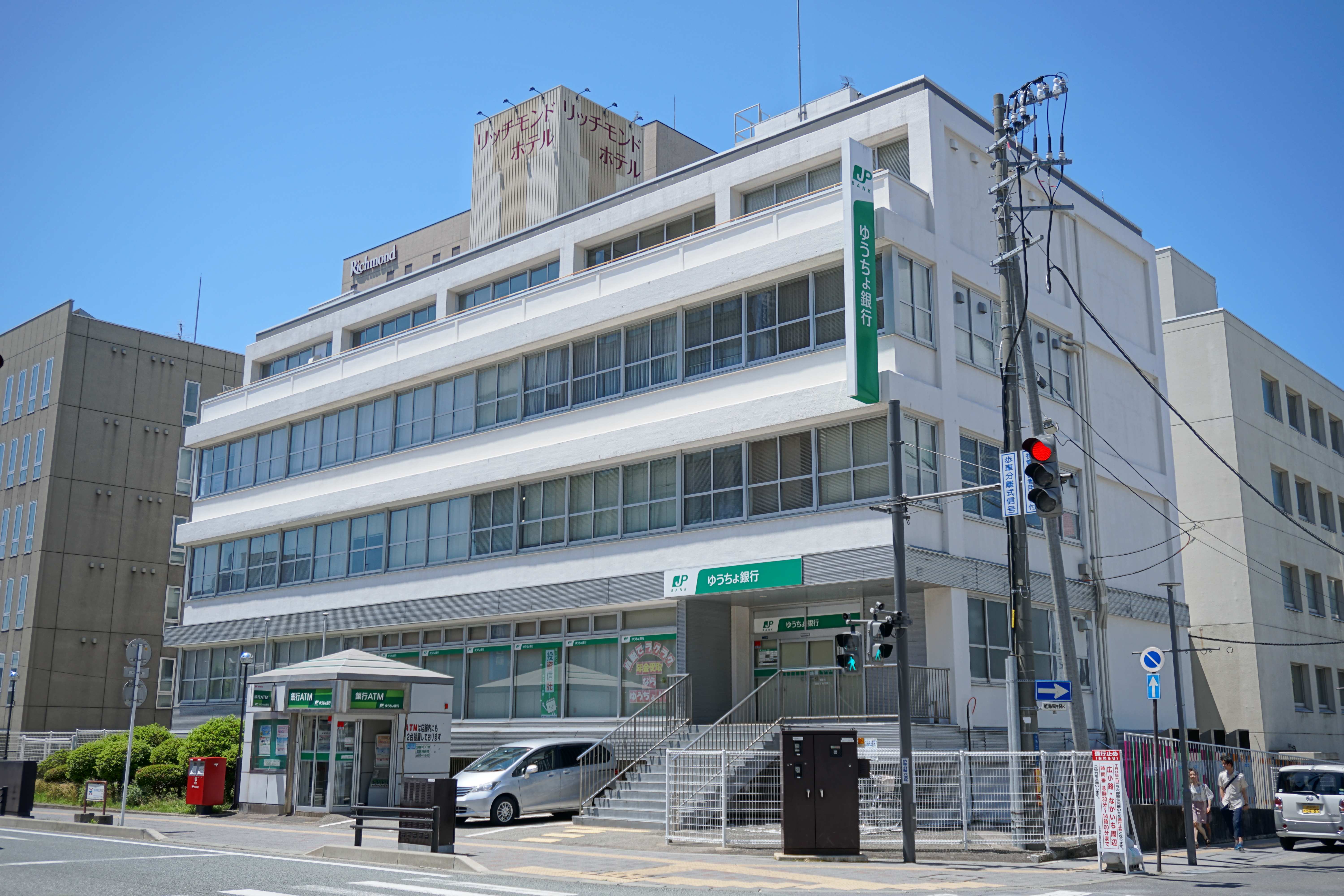
L'esterno di una filiale della banca ad Akita.

Nel 2019 la Yucho Ginko gestiva 205.000 miliardi di yen di attività; presso di essa erano aperti circa 120 milioni di conti dei risparmiatori; aveva quasi 24,000 filiali in tutto il Giappone, la maggior parte delle quali erano ricavate negli uffici postali in base ad un accordo con il Japan Post Service..
La banca offre una varietà di servizi finanziari, compresi libretti di deposito, carte di credito, strumenti di investimento, prestiti, depositi temporanei time deposits, and pension accounts.
La banca svolge anche un importante ruolo sociale, rendendo disponibili i servizi finanziari nelle aree rurali. In quelle parti del paese in cui la popolazione sta diminuendo o c'è un'alta percentuale di anziani la Yucho Ginko, operando attraverso gli uffici postali, è spesso l'unica istituzione finanziaria disponiiile
La banca gestisce anche quasi 30,000 sportelli automatici in tutto il Giappone.

### Controversie
Nel 2019 un'ispezione interna rivelò che erano state sporte migliaia di reclami per strumenti finanziari venduti scorrettamente. L'inchiesta scoprì che i prodotti finanziari erano stati venduti ad anziani senza verificare la loro piena comprensione del prodotto stesso. Ne derivò un'inchiesta della Financial Services Agency ed una sospensione temporanea della vendita dei prodotti finanziari ed assicurativi.